# Нидерланды на «Детском Евровидении — 2003»
Нидерланды дебютировали на «Детском Евровидении — 2003», проходившем в Копенгагене, Дания, 15 ноября 2003 года. На конкурсе страну представил Роэл Фелиус с песней «Mijn ogen zeggen alles», выступивший шестнадцатым. Он занял одиннадцатое место, набрав 23 балла.

## Национальный отбор
300 заявок было отправлено для национального отбора. 11 из них были отобраны для внутреннего полуфинала, который прошёл 12 сентября 2003 года. 9 участников прошли в финал, который состоялся 20 сентября 2003 года. Ведущей была Анжела Гротуизен, а победитель был определён комбинацией голосов от жюри и телезрителей.
| Junior Songfestival 2003 — 20 сентября 2003 | Junior Songfestival 2003 — 20 сентября 2003 | Junior Songfestival 2003 — 20 сентября 2003 | Junior Songfestival 2003 — 20 сентября 2003 | Junior Songfestival 2003 — 20 сентября 2003 |
| №                                           | Артист                                      | Песня                                       | Место                                       | Баллы                                       |
| ------------------------------------------- | ------------------------------------------- | ------------------------------------------- | ------------------------------------------- | ------------------------------------------- |
| 01                                          | Айлин Санкак и Реми де Бовезье Уотсон       | «Weet waaraan je begint»                    | 6                                           | 34                                          |
| 02                                          | Айза Ренардус                               | «1000 dromen»                               | 8                                           | 23                                          |
| 03                                          | Валери Керлингфорд                          | «Leef je droom»                             | 2                                           | 96                                          |
| 04                                          | Клэр Кольридж и Манук Бунстра               | «Verliefd op een jongen»                    | 9                                           | 20                                          |
| 05                                          | Хедвиг ван Левен                            | «Ik ben verliefd»                           | 4                                           | 57                                          |
| 06                                          | Роэл Фелиус                                 | «Mijn ogen zeggen alles»                    | 1                                           | 118                                         |
| 07                                          | Том Шравен                                  | «Dansen in het licht»                       | 3                                           | 84                                          |
| 08                                          | Тесса Филикс и Марлоес Борст                | «Ik had het bijna gevraagd»                 | 7                                           | 29                                          |
| 09                                          | Жасмин Игве                                 | «Mijn radio»                                | 5                                           | 44                                          |

## На «Детском Евровидении»
Финал конкурса транслировал телеканал Nederland 1, комментатором которого была Анжела Гротуизен. Роэл Фелиус выступил под шестнадцатым номером перед после Мальты, и занял одиннадцатое место, набрав 23 балла.

## Голосование[6]
| Баллы     | Страна                       |
| --------- | ---------------------------- |
| 12 баллов | Бельгия                      |
| 10 баллов |                              |
| 8 баллов  |                              |
| 7 баллов  |                              |
| 6 баллов  |                              |
| 5 баллов  |                              |
| 4 балла   | Испания                      |
| 3 балла   |                              |
| 2 балла   | Великобритания Дания Румыния |
| 1 балл    | Греция                       |

| Баллы     | Страна             |
| --------- | ------------------ |
| 12 баллов | Бельгия            |
| 10 баллов | Хорватия           |
| 8 баллов  | Великобритания     |
| 7 баллов  | Испания            |
| 6 баллов  | Латвия             |
| 5 баллов  | Мальта             |
| 4 балла   | Северная Македония |
| 3 балла   | Белоруссия         |
| 2 балла   | Дания              |
| 1 балл    | Греция             |